# Opp å hoppa
Opp å hoppa var ett svenskt barnprogram som sändes i SVT i slutet av 1990-talet. Programmet leddes av morfar Palle. Sedan av Lasse & Morgan.

## Serier som sändes
- Det var en gång
- Dundermusen
- Magister Flykt
- Snobben